# Cofradía del Bendito Cristo de los Afligidos
La Cofradía del Bendito Cristo de los Afligidos es una cofradía católica de la ciudad de Astorga, España. Fue fundada en 1943, siendo erigida canónicamente el 22 de marzo de 1958, y tiene su sede en la iglesia de San Andrés.

## Historia
Tradicionalmente, la imagen del Bendito Cristo de los Afligidos ha recibido culto en la parroquia de San Andrés con gran devoción. A lo largo de 1942, el médico Fernando Vega Delas motivó la creación de una cofradía en torno a esta talla artística, y el 14 de marzo de 1943 se reunió la asamblea fundacional. En ella se aprobó un reglamento, se designó la primera junta directiva y se nombró a Fernando Vega como hermano mayor honorario, entre otras disposiciones. La primera salida procesional tuvo lugar el Viernes Santo de 1943. El 22 de marzo de 1958, el obispo José Castelltort Subeyre decretó su erigimiento canónico y la aprobación de sus primeros estatutos.
Celebra su fiesta el 14 de septiembre, la Exaltación de la Cruz. Desde 1998 cuenta con una banda de cornetas y tambores; previamente, desde 1979, el barrio de San Andrés contó con la Agrupación Divina Pastora.

## Emblema
El emblema consiste en una corona de espinas rodeando una cruz negra con tres clavos a sus pies.

## Indumentaria

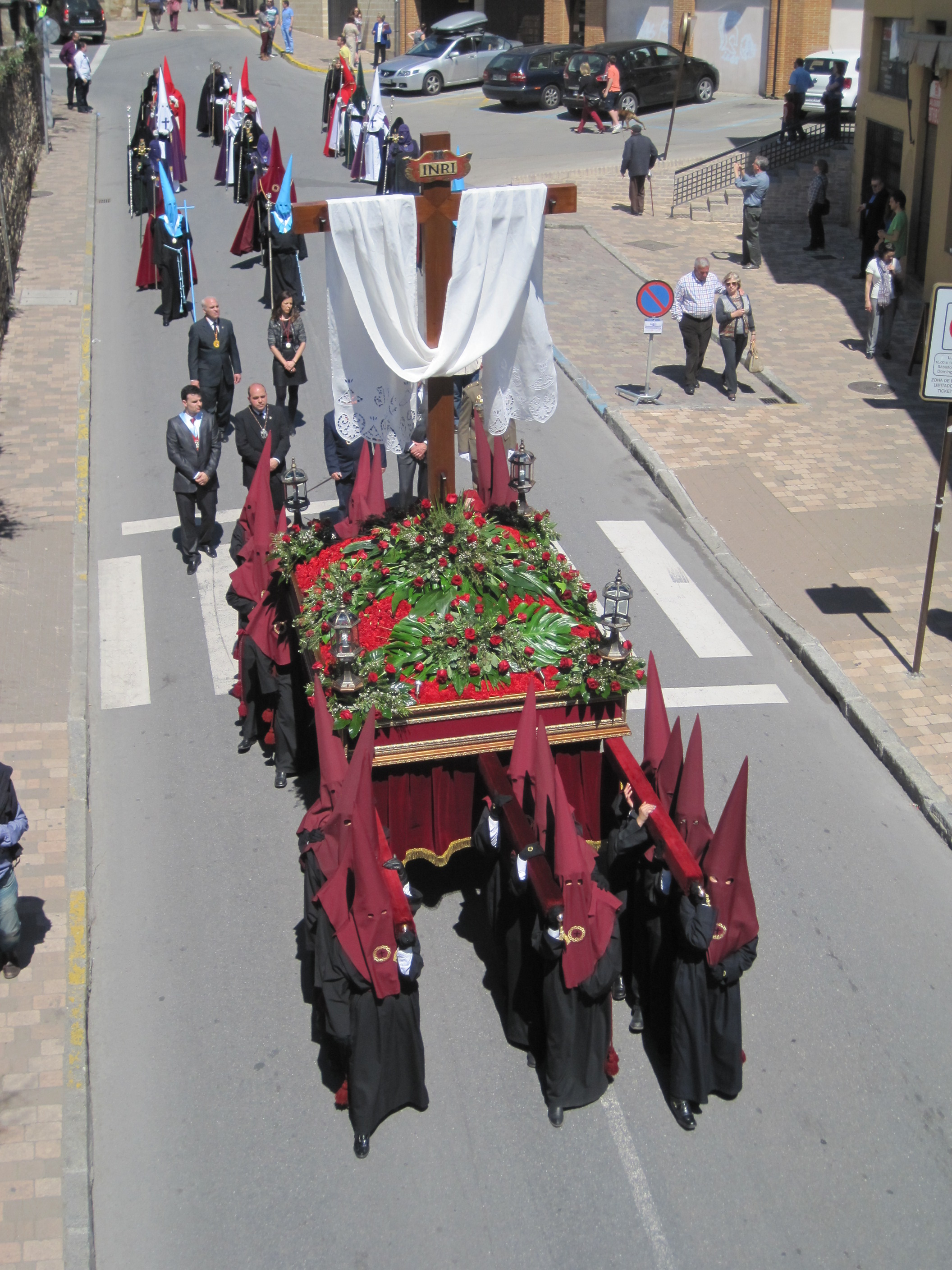
Cruz del Sudario

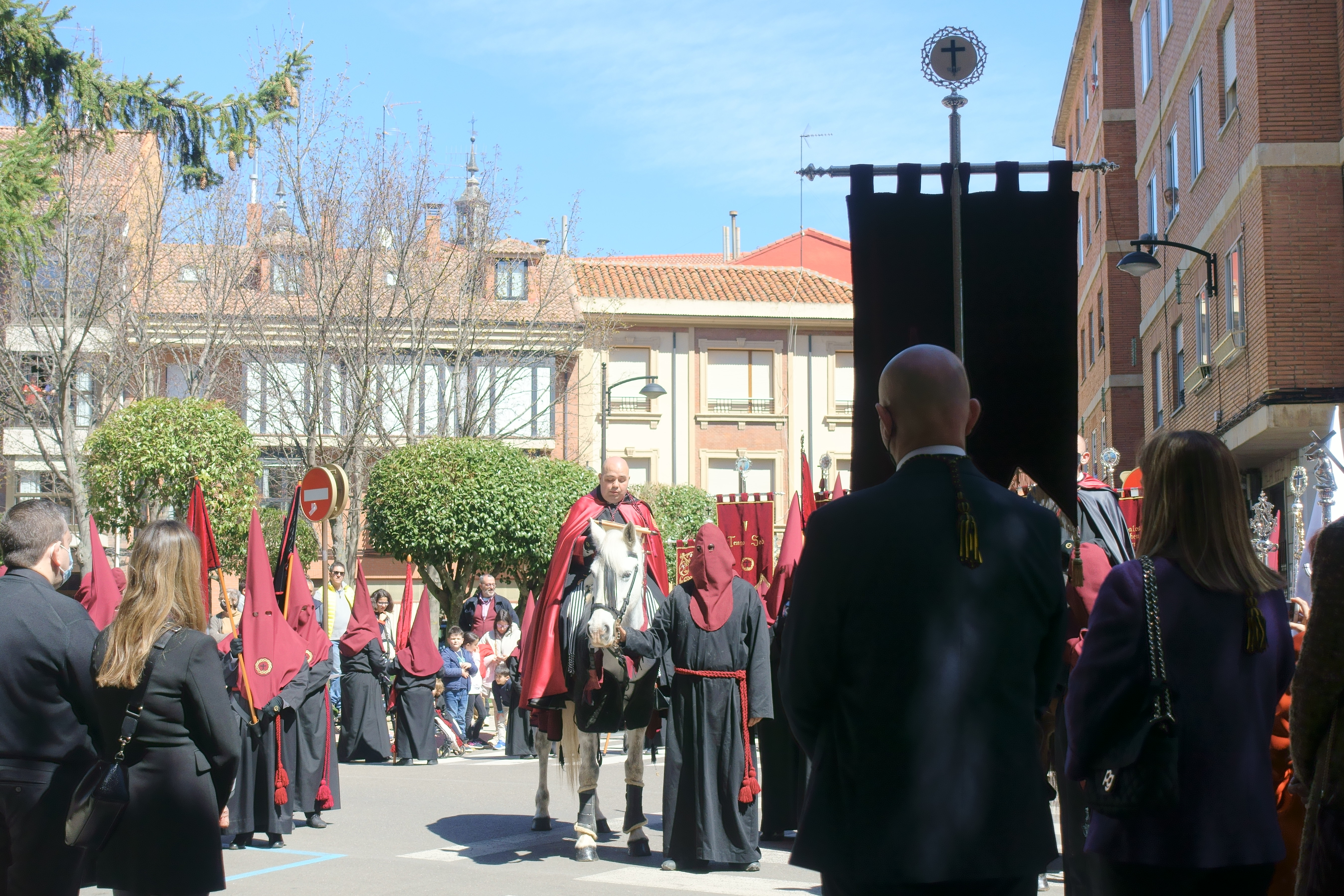
Pregón a caballo

El hábito se compone de una túnica negra, cíngulo granate y capirote granate (verdugo para los portadores de las cruces pardas). Los cargos directivos llevan capa de tercipelo granate y sus capirotes también son de terciopelo. En el pregón a caballo el Hermano Mayor lleva capa negra con capucha y el Pregonero capa granate con capucha. Se complementa con guantes negros, pantalón, zapato y calcetines negros, camisa blanca y corbata negra.

## Actos y procesiones
La cofradía participa en las siguientes procesiones:
- Martes Santo: Vía crucis organizado por la Junta Profomento de la Semana Santa. Las distintas cofradías se concentran en el centro de la ciudad para ir en procesión conjunta hasta la Catedral, donde se celebra el vía crucis. La cofradía procesiona la Cruz del Sudario.
- Jueves Santo: Pregón a caballo. Instaurado en 2009, pregona en distintos puntos de la ciudad Las Siete Palabras.
- Viernes Santo: Procesión del Bendito Cristo de los Afligidos. La cofradía sale con los pasos del Bendito Cristo de los Afligidos, la Cruz del Sudario y las cruces pardas.

## Pasos
La cofradía procesiona los siguientes pasos:
- Bendito Cristo de los Afligidos: obra anónima del tercer cuarto del siglo XVII realizada en madera policromada, perteneció en origen a la iglesia de San Miguel.
- Cruz del Sudario: obra anónima del siglo XX, está realizada en madera policromada.
- Cruces pardas: conjunto de 12 grandes cruces de madera (inicialmente 13) procesionadas desde 1983. Están marcadas con numeración romana; las cruces III, VII y IX poseen, además, el rostro de Cristo al ser las que representan las tres caídas de Jesucristo.